# Südamerikaspiele 2018/Handball
Bei den 11. Südamerikaspielen 2018 wurde zum fünften Mal jeweils ein Turnier im Handball für Nationalmannschaften der Männer und Frauen ausgetragen. Die Wettbewerbe fanden vom 27. Mai bis 6. Juni im Polideportivo im Coliseo Curumbamba in Sacaba in Bolivien statt.
Gespielt wurde jeweils in zwei Vorrundengruppe in einem einfachen Jeder-gegen-jeden-Turnier. Die beiden besten Mannschaften jeder Gruppe spielten über Kreuz im Halbfinale die Finalteilnehmer aus. Die Verlierer der Halbfinals spielten um Bronze. Sieger wurden die brasilianische Männer-Handballnationalmannschaft und die brasilianische Frauen-Handballnationalmannschaft.

## Männer

### Gruppe A
Legende
| Pl. | Land      | Sp. | S | U | N | Tore     | Diff. | Punkte |
| --- | --------- | --- | - | - | - | -------- | ----- | ------ |
| 1.  | Brasilien | 3   | 3 | 0 | 0 | 0144:470 | +97   | 6      |
| 2.  | Chile     | 3   | 2 | 0 | 1 | 0118:610 | +57   | 4      |
| 3.  | Peru      | 3   | 1 | 0 | 2 | 059:990  | −40   | 2      |
| 4.  | Bolivien  | 3   | 0 | 0 | 3 | 024:1380 | −114  | 0      |

Anmk.: Bei Punktgleichheit entschied der direkte Vergleich, dann das Torverhältnis.
| 2. Juni 2018 16.00 Uhr | Peru         | 12:50 | Brasilien | Coliseo Curumbamba, Sacaba |
| 2. Juni 2018 16.00 Uhr | (4:24)       |       |           | Coliseo Curumbamba, Sacaba |
| 2. Juni 2018 16.00 Uhr | Spielbericht |       |           | Coliseo Curumbamba, Sacaba |

| 2. Juni 2018 18.00 Uhr | Chile        | 51:07 | Bolivien | Coliseo Curumbamba, Sacaba |
| 2. Juni 2018 18.00 Uhr | (26:3)       |       |          | Coliseo Curumbamba, Sacaba |
| 2. Juni 2018 18.00 Uhr | Spielbericht |       |          | Coliseo Curumbamba, Sacaba |

| 3. Juni 2018 19.00 Uhr | Chile        | 37:15 | Peru | Coliseo Curumbamba, Sacaba |
| 3. Juni 2018 19.00 Uhr | (20:7)       |       |      | Coliseo Curumbamba, Sacaba |
| 3. Juni 2018 19.00 Uhr | Spielbericht |       |      | Coliseo Curumbamba, Sacaba |

| 3. Juni 2018 18.00 Uhr | Brasilien    | 55:05 | Bolivien | Coliseo Curumbamba, Sacaba |
| 3. Juni 2018 18.00 Uhr | (29:2)       |       |          | Coliseo Curumbamba, Sacaba |
| 3. Juni 2018 18.00 Uhr | Spielbericht |       |          | Coliseo Curumbamba, Sacaba |

| 4. Juni 2018 16.00 Uhr | Brasilien    | 39:30 | Chile | Coliseo Curumbamba, Sacaba |
| 4. Juni 2018 16.00 Uhr | (22:15)      |       |       | Coliseo Curumbamba, Sacaba |
| 4. Juni 2018 16.00 Uhr | Spielbericht |       |       | Coliseo Curumbamba, Sacaba |

| 4. Juni 2018 18.00 Uhr | Bolivien     | 12:32 | Peru | Coliseo Curumbamba, Sacaba |
| 4. Juni 2018 18.00 Uhr | (6:14)       |       |      | Coliseo Curumbamba, Sacaba |
| 4. Juni 2018 18.00 Uhr | Spielbericht |       |      | Coliseo Curumbamba, Sacaba |

### Gruppe B
Legende
| Pl. | Land        | Sp. | S | U | N | Tore    | Diff. | Punkte |
| --- | ----------- | --- | - | - | - | ------- | ----- | ------ |
| 1.  | Argentinien | 2   | 2 | 0 | 0 | 067:410 | +26   | 4      |
| 2.  | Uruguay     | 2   | 1 | 0 | 1 | 043:500 | −7    | 2      |
| 3.  | Venezuela   | 2   | 0 | 0 | 2 | 039:580 | −19   | 0      |

Anmk.: Bei Punktgleichheit entschied der direkte Vergleich, dann das Torverhältnis.
| 2. Juni 2018 20.00 Uhr | Venezuela    | 20:36 | Argentinien | Coliseo Curumbamba, Sacaba |
| 2. Juni 2018 20.00 Uhr | (11:18)      |       |             | Coliseo Curumbamba, Sacaba |
| 2. Juni 2018 20.00 Uhr | Spielbericht |       |             | Coliseo Curumbamba, Sacaba |

| 3. Juni 2018 20.00 Uhr | Uruguay      | 22:19 | Venezuela | Coliseo Curumbamba, Sacaba |
| 3. Juni 2018 20.00 Uhr | (9:9)        |       |           | Coliseo Curumbamba, Sacaba |
| 3. Juni 2018 20.00 Uhr | Spielbericht |       |           | Coliseo Curumbamba, Sacaba |

| 4. Juni 2018 20.00 Uhr | Argentinien  | 31:21 | Uruguay | Coliseo Curumbamba, Sacaba |
| 4. Juni 2018 20.00 Uhr | (15:11)      |       |         | Coliseo Curumbamba, Sacaba |
| 4. Juni 2018 20.00 Uhr | Spielbericht |       |         | Coliseo Curumbamba, Sacaba |

### Platzierungsrunde 5–7
| Pl. | Land      | Sp. | S | U | N | Tore    | Diff. | Punkte |
| --- | --------- | --- | - | - | - | ------- | ----- | ------ |
| 5.  | Venezuela | 2   | 2 | 0 | 0 | 073:330 | +40   | 4      |
| 6.  | Peru      | 2   | 1 | 0 | 1 | 052:410 | +11   | 2      |
| 7.  | Bolivien  | 2   | 0 | 0 | 2 | 025:760 | −51   | 0      |

Anmk.: Bei Punktgleichheit entschied der direkte Vergleich, dann das Torverhältnis. Das Ergebnis des Spiels Bolivien gegen Peru (12:32) wurde aus der Vorrunde übernommen.
| 5. Juni 2018 16.00 Uhr | Venezuela    | 44:13 | Bolivien | Coliseo Curumbamba, Sacaba |
| 5. Juni 2018 16.00 Uhr | (23:5)       |       |          | Coliseo Curumbamba, Sacaba |
| 5. Juni 2018 16.00 Uhr | Spielbericht |       |          | Coliseo Curumbamba, Sacaba |

| 6. Juni 2018 16.00 Uhr | Venezuela    | 29:20 | Peru | Coliseo Curumbamba, Sacaba |
| 6. Juni 2018 16.00 Uhr | (14:12)      |       |      | Coliseo Curumbamba, Sacaba |
| 6. Juni 2018 16.00 Uhr | Spielbericht |       |      | Coliseo Curumbamba, Sacaba |

### Halbfinale
| 5. Juni 2018 18.00 Uhr | Brasilien    | 41:27 | Uruguay | Coliseo Curumbamba, Sacaba |
| 5. Juni 2018 18.00 Uhr | (23:14)      |       |         | Coliseo Curumbamba, Sacaba |
| 5. Juni 2018 18.00 Uhr | Spielbericht |       |         | Coliseo Curumbamba, Sacaba |

| 5. Juni 2018 20.00 Uhr | Argentinien  | 29:13 | Chile | Coliseo Curumbamba, Sacaba |
| 5. Juni 2018 20.00 Uhr | (12:7)       |       |       | Coliseo Curumbamba, Sacaba |
| 5. Juni 2018 20.00 Uhr | Spielbericht |       |       | Coliseo Curumbamba, Sacaba |

### Spiel um Platz 3
| 6. Juni 2018 18.00 Uhr | Chile   | 23:20 | Uruguay | Coliseo Curumbamba, Sacaba |
| 6. Juni 2018 18.00 Uhr | (12:10) |       |         | Coliseo Curumbamba, Sacaba |
| 6. Juni 2018 18.00 Uhr |         |       |         | Coliseo Curumbamba, Sacaba |

### Finale
| 6. Juni 2018 20.00 Uhr | Brasilien    | 25:22 | Argentinien | Coliseo Curumbamba, Sacaba |
| 6. Juni 2018 20.00 Uhr | (10:10)      |       |             | Coliseo Curumbamba, Sacaba |
| 6. Juni 2018 20.00 Uhr | Spielbericht |       |             | Coliseo Curumbamba, Sacaba |

### Platzierungen
Legende
| Rang | Mannschaft  | Kader |
| ---- | ----------- | --- |
|      | Brasilien   | Rogério Moraes Ferreira, Rudolph Hackbarth, Thiago Ponciano, Thiagus Petrus, Acacio Marques Moreira Filho, Alexandro Pozzer, Arthur Flosi Alexandre Peao, Cesar Almeida, Fábio Chiuffa, Felipe Borges, Felipe Venancio Santaela, Henrique Teixeira, José Guilherme de Toledo, Leonardo Dutra, Leonardo Terçariol, Oswaldo Guimaraes. |
|      | Argentinien | Diego Simonet, Federico Gastón Fernández, Federico Matías Vieyra, Federico Pizarro, Gastón Mouriño, Gonzalo Carou, Ignacio Pizarro, Julián Souto Cueto, Leonel Maciel, Lucas Moscariello, Matías Carlos Schulz, Nicolás Bonanno, Pablo Simonet, Pablo Vainstein, Santiago Baronetto, Sebastián Simonet. |
|      | Chile       | Aaron Alexander Codina Vivanco, Daniel Esteban Ayala Carrasco, Elias Leonardo Oyarzun Aranguiz, Emil Feuchtmann Pérez, Erwin Feuchtmann Pérez, Esteban Salinas Muñoz, Felipe Ignacio Barrientos Castillo, Felipe Ignacio García Fuentes, Jose Luis Lopez Rojas, Luciano Nicolas Flores Huerta, Marco Oneto, Pablo Andres Baeza Gonzalez, Rodrigo Salinas Muñoz, Sebastián Ceballos Gutiérrez, Sebastian Enrique Pavez Montecinos, Víctor Donoso Andalaft.                                              |
| 4    | Uruguay     | Sebastian Augusto Abdala Fernandez, Sebastian Geronimo Vecino Szolno, Alejandro Martin Velazco Fernandez, Andres Antonio Viera Grano, Cristhian David Rostagno Rios, Diego Martin Morandeira Agazzi, Federico Rubbo Rodriguez, Felipe Alfonso Gonzalez Alloza, Francisco Ancheta Abirad, Gabriel Chaparro Almada, Gabriel Spangenberg Torre, Guillermo Milian Florez, Maximiliano De Agrela Milgron, Nicolas Gonzalo Fabra Gentile, Pedro Francisco Bordoli Chouhy, Rodrigo Javier Botejara Meringolo. |
| 5    | Venezuela   | Carlos Cañate, Christopher Timaure, David Contreras, Drubil Silva, Eduardo Rodriguez, Emilio Tovar, Enmanuel Godoy, Helson Noel, Ivan Perez, Jesus Guarecuco, Jhonny Peñaloza, Jose Palacios, Juan Villalobos, Kevin Rodriguez, Rafael Correa, Ronal Timaure. |
| 6    | Peru        | Andre Jesus Camborda Leon, Brian Cesar Paredes Vergara, Carlos Gianfranco Zerillo Villanueva, Carlos Mauricio Trelles Maldonado, Carlos Mauricio Velez Lazo, Diego Roberto Lopez Noriega, Eddy Eduardo Velarde Melendez, Evair Alberto Hurtado Gonzales, Fernando Buitron Marcet, Giancarlo Trelles Maldonado, Gianpierre Edson Gutelius Rodriguez, Homero Manuel Acuña Seminario, Joaquin Alexis Salas Cortes, Johan Corpus Rodriguez, Marcelo Infante Alvarez, Renzo Sebastian Cifuentes Espinoza.   |
| 7    | Bolivien    | Aldo Boris Espindola Zenteno, Alex Jhomar Sierralta Mamani, Angel Marcelo Salazar De La Cruz, Arturo Efrain Lisidro Quispe, Eddy Fernandez, Gerson Herbert Villarroel Blanco, Herbert Fernando Rosales Gildres, Joel Julian Mercado, Jorge Orlando Crespo Gutierrez, Jose Maria Huascar Rojas, Martin Miguel Chilaca, Miguel Angel Vargas Claros, Osmar Fernando Olivera Aquino, Pablo Canaza Quispe, Ruslam Genaro Vera Chavez, Tomas Sebastian Rojas Morales.                                        |

## Frauen

### Gruppe A
Legende
| Pl. | Land      | Sp. | S | U | N | Tore    | Diff. | Punkte |
| --- | --------- | --- | - | - | - | ------- | ----- | ------ |
| 1.  | Brasilien | 2   | 2 | 0 | 0 | 058:310 | +27   | 4      |
| 2.  | Paraguay  | 2   | 1 | 0 | 1 | 043:550 | −12   | 2      |
| 3.  | Uruguay   | 2   | 0 | 0 | 2 | 037:520 | −15   | 0      |

Anmk.: Bei Punktgleichheit entschied der direkte Vergleich, dann das Torverhältnis.
| 27. Mai 2018 20.00 Uhr | Brasilien    | 33:16 | Paraguay | Coliseo Curumbamba, Sacaba |
| 27. Mai 2018 20.00 Uhr | (17:7)       |       |          | Coliseo Curumbamba, Sacaba |
| 27. Mai 2018 20.00 Uhr | Spielbericht |       |          | Coliseo Curumbamba, Sacaba |

| 28. Mai 2018 20.00 Uhr | Uruguay      | 22:27 | Paraguay | Coliseo Curumbamba, Sacaba |
| 28. Mai 2018 20.00 Uhr | (10:12)      |       |          | Coliseo Curumbamba, Sacaba |
| 28. Mai 2018 20.00 Uhr | Spielbericht |       |          | Coliseo Curumbamba, Sacaba |

| 29. Mai 2018 20.00 Uhr | Brasilien    | 25:15 | Uruguay | Coliseo Curumbamba, Sacaba |
| 29. Mai 2018 20.00 Uhr | (13:6)       |       |         | Coliseo Curumbamba, Sacaba |
| 29. Mai 2018 20.00 Uhr | Spielbericht |       |         | Coliseo Curumbamba, Sacaba |

### Gruppe B
Legende
| Pl. | Land        | Sp. | S | U | N | Tore     | Diff. | Punkte |
| --- | ----------- | --- | - | - | - | -------- | ----- | ------ |
| 1.  | Argentinien | 3   | 3 | 0 | 0 | 0128:320 | +96   | 6      |
| 2.  | Chile       | 3   | 2 | 0 | 1 | 099:440  | +55   | 4      |
| 3.  | Peru        | 3   | 1 | 0 | 2 | 040:1070 | −67   | 2      |
| 4.  | Bolivien    | 3   | 0 | 0 | 3 | 029:1130 | −84   | 0      |

Anmk.: Bei Punktgleichheit entschied der direkte Vergleich, dann das Torverhältnis.
| 27. Mai 2018 16.00 Uhr | Argentinien  | 50:08 | Peru | Coliseo Curumbamba, Sacaba |
| 27. Mai 2018 16.00 Uhr | (27:5)       |       |      | Coliseo Curumbamba, Sacaba |
| 27. Mai 2018 16.00 Uhr | Spielbericht |       |      | Coliseo Curumbamba, Sacaba |

| 27. Mai 2018 18.00 Uhr | Bolivien     | 06:41 | Chile | Coliseo Curumbamba, Sacaba |
| 27. Mai 2018 18.00 Uhr | (2:21)       |       |       | Coliseo Curumbamba, Sacaba |
| 27. Mai 2018 18.00 Uhr | Spielbericht |       |       | Coliseo Curumbamba, Sacaba |

| 28. Mai 2018 16.00 Uhr | Chile        | 38:09 | Peru | Coliseo Curumbamba, Sacaba |
| 28. Mai 2018 16.00 Uhr | (21:6)       |       |      | Coliseo Curumbamba, Sacaba |
| 28. Mai 2018 16.00 Uhr | Spielbericht |       |      | Coliseo Curumbamba, Sacaba |

| 28. Mai 2018 18.00 Uhr | Bolivien     | 04:49 | Argentinien | Coliseo Curumbamba, Sacaba |
| 28. Mai 2018 18.00 Uhr | (1:22)       |       |             | Coliseo Curumbamba, Sacaba |
| 28. Mai 2018 18.00 Uhr | Spielbericht |       |             | Coliseo Curumbamba, Sacaba |

| 29. Mai 2018 16.00 Uhr | Argentinien  | 29:20 | Chile | Coliseo Curumbamba, Sacaba |
| 29. Mai 2018 16.00 Uhr | (13:10)      |       |       | Coliseo Curumbamba, Sacaba |
| 29. Mai 2018 16.00 Uhr | Spielbericht |       |       | Coliseo Curumbamba, Sacaba |

| 29. Mai 2018 18.00 Uhr | Bolivien     | 19:23 | Peru | Coliseo Curumbamba, Sacaba |
| 29. Mai 2018 18.00 Uhr | (9:12)       |       |      | Coliseo Curumbamba, Sacaba |
| 29. Mai 2018 18.00 Uhr | Spielbericht |       |      | Coliseo Curumbamba, Sacaba |

### Platzierungsrunde 5–7
| Pl. | Land     | Sp. | S | U | N | Tore    | Diff. | Punkte |
| --- | -------- | --- | - | - | - | ------- | ----- | ------ |
| 5.  | Uruguay  | 2   | 2 | 0 | 0 | 091:150 | +76   | 4      |
| 6.  | Peru     | 2   | 1 | 0 | 1 | 031:690 | −38   | 2      |
| 7.  | Bolivien | 2   | 0 | 0 | 2 | 026:640 | −38   | 0      |

Anmk.: Bei Punktgleichheit entschied der direkte Vergleich, dann das Torverhältnis. Das Ergebnis des Spiels Bolivien gegen Peru (19:23) wurde aus der Vorrunde übernommen.
| 30. Mai 2018 16.00 Uhr | Uruguay      | 41:07 | Bolivien | Coliseo Curumbamba, Sacaba |
| 30. Mai 2018 16.00 Uhr | (17:4)       |       |          | Coliseo Curumbamba, Sacaba |
| 30. Mai 2018 16.00 Uhr | Spielbericht |       |          | Coliseo Curumbamba, Sacaba |

| 6. Juni 2018 16.00 Uhr | Uruguay      | 50:08 | Peru | Coliseo Curumbamba, Sacaba |
| 6. Juni 2018 16.00 Uhr | (24:6)       |       |      | Coliseo Curumbamba, Sacaba |
| 6. Juni 2018 16.00 Uhr | Spielbericht |       |      | Coliseo Curumbamba, Sacaba |

### Halbfinale
| 30. Mai 2018 18.00 Uhr | Brasilien    | 30:16 | Chile | Coliseo Curumbamba, Sacaba |
| 30. Mai 2018 18.00 Uhr | (13:7)       |       |       | Coliseo Curumbamba, Sacaba |
| 30. Mai 2018 18.00 Uhr | Spielbericht |       |       | Coliseo Curumbamba, Sacaba |

| 30. Mai 2018 20.00 Uhr | Argentinien  | 23:21 | Paraguay | Coliseo Curumbamba, Sacaba |
| 30. Mai 2018 20.00 Uhr | (12:11)      |       |          | Coliseo Curumbamba, Sacaba |
| 30. Mai 2018 20.00 Uhr | Spielbericht |       |          | Coliseo Curumbamba, Sacaba |

### Spiel um Platz 3
| 31. Mai 2018 18.00 Uhr | Chile        | 31:25 | Paraguay | Coliseo Curumbamba, Sacaba |
| 31. Mai 2018 18.00 Uhr | (16:13)      |       |          | Coliseo Curumbamba, Sacaba |
| 31. Mai 2018 18.00 Uhr | Spielbericht |       |          | Coliseo Curumbamba, Sacaba |

### Finale
| 31. Mai 2018 20.00 Uhr | Brasilien    | 26:12 | Argentinien | Coliseo Curumbamba, Sacaba |
| 31. Mai 2018 20.00 Uhr | (12:5)       |       |             | Coliseo Curumbamba, Sacaba |
| 31. Mai 2018 20.00 Uhr | Spielbericht |       |             | Coliseo Curumbamba, Sacaba |

### Platzierungen
Legende
| Rang | Mannschaft  | Kader |
| ---- | ----------- | --- |
|      | Brasilien   | Dayane Pires Da Rocha, Deonise Cavaleiro, Francielle Gomes Da Rocha, Gabriela Moreschi, Jaqueline Anastácio, Jessica Da Silva Quintino, Jéssica Silva De Oliveira, Mariana Costa, Patricia Batista Da Silva, Patricia Matieli Machado, Tamires Anselmo Costa, Tamires Morena Lima De Araujo, Ana Cláudia Bolzann e Silva, Bárbara Arenhart, Bruna de Paula, Danielle Cristina Joia.                                                                     |
|      | Argentinien | Camila Bonazzola, Florencia Maria Ponce De Leon, Giuliana Gavilan, Joana Bolling, Leila Sofia Niño, Luciana Mendoza, Macarena Gandulfo, Macarena Sans, Manuela Pizzo, Marisol Carratu, Micaela Joana Casasola, Nadia Ayelen Bordon, Rocio Campigli, Rosario Victoria Urban Medel, Victoria Crivelli, Xoana Soledad Iacoi. |
|      | Chile       | Alicia Torres Lara, Antonella Piantini Avendaño, Belen Canessa Perez, Catalina Castro Rojas, Catalina Moreno Córdova, Fernanda Alvarez Palma, Francisca Zavala Reyes, Francisca Andrea Parra Parra, Inga Feuchtmann Pérez, Madeleine Cortez, Maura Alvarez Gyllen, Rocio Gomez Celedon, Valentina Perez Gutierrez, Valentina Sepulveda Contreras, Valeria Flores Huerta, Valeska Lovera.                                                                |
| 4    | Paraguay    | Alison Francisca Nazer Cabañas, Ana Maria Toledo Godoy, Analia Aracelli Yaryes Estaque, Camila Nazareth Feschenko Krussel, Carimy Maria Aluan Nazer, Delyne Esther Leiva Morales, Fatima Rocio Acuña Insfran, Fernanda Lujan Insfran Mora, Georgina Battaglia, Kamila Araceli Rolon Ledesma, Karina Dos Santos, Maria Alicia Villalba Acosta, Maria Paula Fernandez, Marizza Faría, Sabrina Fiore, Valheria Valdovinos Pereira.                         |
| 5    | Uruguay     | Agustina Lopez Santamarina, Agustina Modernell Amodio, Alejandra Stepania Scarrone Pessano, Camila Vazquez Martinez, Iara Grosso Gonzalez, Josefina Eliana Dondan Barrios, Leticia Schinca Granero, Macarena Maria Trucco Rojas, Martina Barreiro Guerra, Noelia Beatriz Artigas Pizzo, Paula Eastman Ruegger, Paula Fynn Robaina, Rosina Gonzalez Majo, Sabrina Grieco Vigna, Soledad Faedo Casas, Viviana Ferrari Lorence.                            |
| 6    | Peru        | Andrea Lizana Lizaraso, Camila Garcia Espinoza, Derlly Galvez Casapia, Giuliana Del Carmen Gironzini Grados, Karen Elisa Preising Ames, Karol Mireya Panama Quispe, Kelly Servat Fuentes, Lucia Milagros Vilchez Arevalo, Marcela Balarin Martinez, Marcia Uriona Romero, Maria Fernanda Miranda Pineda, Maria Fernanda Mori Infante, Mariana Cecilia Diaz Ojeda, Romina Requena Guerrero, Rosa Andrea Porras Gutierrez, Tifany Lilibeth Angulo Marino. |
| 7    | Bolivien    | Jheraldine Pinedo Villca, Alison Castillo Pimienta, Ana Belen Avendaño Pardo, Angeles Ontiveros Cornejo, Claudia Ortuño Alvarnos, Claudia Pinto Cortez, Darling Leon Corrales, Jhosette Erika Espinosa Roque, Katerine Anabella Ricaldi Delgado, Kiara Acenad Franco, Lais Arlena Flores Gomez, Maria De Los Angeles Caceres Cespedes, Maria Fernanda Reichi Giacoman, Nadia Llanos Vergara, Neyde Estrada Nina, Samantha Andrea Vera Carvajal.         |